# Hippolyte Fortoul
Hippolyte Nicolas Honoré Fortoul, född den 4 augusti 1811, död den 4 juli 1856, var en fransk författare och statsman.
Fortoul blev 1841 professor i litteraturhistoria i Toulouse och 1846 i Aix samt valdes 1849 till folkrepresentant. I oktober 1851 blev han sjöminister, utnämndes efter statskuppen samma år till kultus- och undervisningsminister och blev 1853 senator. Som undervisningsminister gjorde han sig särskilt känd genom organisationen av undervisningen på två linjer. Utom åtskilliga uppsatser i "Revue des deux Mondes" och andra tidskrifter författade han De l'art en Allemagne (1841), La littérature antique au moyen âge (1842), Fastes de Versailles (1844), Essai sur la théorie et l'histoire de la peinture (1845) samt Études d'archéologie et d'histoire (1854).